# Янівка (гміна Біла Підляська)
Янівка (пол. Janówka) — село в Польщі, у гміні Біла Підляська Більського повіту Люблінського воєводства. Населення — 98 осіб (2011).
Місцевість належить до римсько-католицької парафії Св. Анни в Білій Підлясьці.

## Історія
У 1975—1998 роках село належало до Білопідляського воєводства.

## Демографія
Демографічна структура станом на 31 березня 2011 року:
|          | Загалом | Допрацездатний вік | Працездатний вік | Постпрацездатний вік |
| -------- | ------- | ------------------ | ---------------- | -------------------- |
| Чоловіки | 47      | 11                 | 26               | 10                   |
| Жінки    | 51      | 13                 | 24               | 14                   |
| Разом    | 98      | 24                 | 50               | 24                   |

## Відомі люди
Тут народився член польського парламенту I, II та V скликань Януш Максимюк.